# ادایر تیشلر
ادایر تیشلر (انگلیسی: Adair Tishler؛ زادهٔ ۳ اکتبر ۱۹۹۶) یک هنرپیشه، و خواننده اهل ایالات متحده آمریکا است. وی بین سال‌های ۲۰۰۳ تا ۲۰۱۰ میلادی فعالیت می‌کرد.